# メグロヒヨドリ
メグロヒヨドリ(Yellow-vented Bulbul)は、スズメ目ヒヨドリ科に分類される鳥である。タイ南部からカンボジア、ボルネオ南部、フィリピンにかけての東南アジアに分布。
密林以外の様々な場所に生息する。耕作地では最もよく見られる鳥の1つである。定期的に場所から場所へ移動する。草や葉、根、茎、枝等で、上手くカモフラージュされているが壊れやすい帽子型の巣を作る。外側は乱雑だが、植物の繊維にほぼ沿っている。低い藪から高い樹上まで、様々な場所に作られる。人間にも良く慣れ、庭に巣を作ることもある。2月から6月には2個から5個の卵を産む。
小さな果物のほか、花蜜を飲んだり若い芽や虫を食べることもある。